# Cemal Kütahya
Cemal Kütahya, né le 10 juin 1990 à Konya et mort vers le 6 février 2023 à Antakya, est un handballeur turc.

## Biographie

### Carrière en club
Cemal Kütahya évolue au poste d'arrière droit à Ankaraspor, au Beykoz Belediyesi SK puis au CSU Suceava (en) en Roumanie puis retourne en Turquie au Hatay Büyükșehir Belediyespor.

### Carrière en sélection
Capitaine de l'équipe de Turquie masculine de handball et de l'équipe nationale de beach handball, il est le meilleur buteur des Euro 2019 et 2021 de beach handball. 
Il compte plus de 150 sélections en handball indoor et en beach handball.
Il est médaillé de bronze aux Jeux méditerranéens de plage de 2015 à Pescara.

### Mort
À la suite des séismes de février 2023, il est retrouvé mort sous les décombres de sa maison à Antakya, avec son fils de 5 ans, sa femme enceinte et sa belle-mère.